# محمد بن إسحاق الصاغاني
أبو بكر محمد بن إسحاق بن جعفر الصاغاني البغدادي، إمام حافظ من أئمة الحديث، ومن الرواة الثقات، وُلد في حدود الثمانين ومائة، قال أبو بكر الخطيب: كان الصغاني أحد الأثبات المتقنين، مع صلابة في الدين، واشتهار بالسنة، واتساع في الرواية. توفي في سابع صفر سنة سبعين ومائتين.

## روايته للحديث
- سمع من: يزيد بن هارون، وعبد الوهاب بن عطاء، وأبي بدر شجاع بن الوليد، ومحاضر بن المورع، ويعلى بن عبيد، وروح بن عبادة ، وأحوص بن جواب، وسعيد بن أبي مريم، وعبد الأعلى بن مسهر، والأسود بن عامر، وأبي اليمان، وسعيد بن عامر الضبعي، وجعفر بن عون، وأبي النضر، ويحيى بن أبي بكير ، وعبد الله بن يوسف التنيسي، وابن كناسة، وعثمان بن عمر العبدي والحسن بن الصباح البزار، وخلق كثير.
- حدث عنه: مسلم، وأبو داود، والترمذي، والنسائي، وأبو عمر الدوري أحد شيوخه، وابن ماجه، وعبدان الأهوازي، وابن خزيمة، وابن صاعد، وأبو عوانة، وابن أبي حاتم، وأحمد البرديجي، ومحمد بن مخلد، والمحاملي، وإسماعيل الصفار، وأبو سعيد بن الأعرابي، وأبو العباس الأصم، وخلق، خاتمتهم شجاع بن جعفر الأنصاري.[1]

## الأقوال فيه
- قال ابن أبي حاتم: هو ثبت صدوق.
- قال عبد الرحمن بن خراش: ثقة مأمون.
- قال أبو الحسن الدراقطني: ثقة وفوق الثقة .
- قال أبو مزاحم الخاقاني: كان أبو بكر الصغاني يشبه يحيى بن معين في وقته.
- قال النسائي: ثقة.[2]